# Khakyab Dorje
| Tibetische Bezeichnung                     |
| ------------------------------------------ |
| Tibetische Schrift: མཁའ་ཁྱབ་རྡོ་རྗེ་            |
| Wylie-Transliteration: mkha' khyab rdo rje |

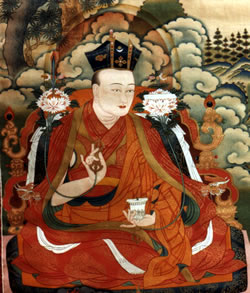
Khakyab Dorje

Khakyab Dorje (tib. mkha' khyab rdo rje; * 1871 in Tsang; † 1922) war der 15. Karmapa der Karma-Kagyü-Schule des tibetischen Buddhismus.

## Biographie
Khakyab Dorje wurde von Migyur Wangyel (1823–1883; 9. Gyelwang Drugpa) – der eine Vision von Pelden Lhamo hatte, in der sie einen Spiegel hochhielt, womit sie den Ort der Geburt des Karmapa anzeigte – gefunden und inthronisiert. Im Alter von fünf Jahren konnte er die Sutras kontemplieren. Ein Haarwirbel zwischen seinen Augenbrauen wurde als eines der Zeichen eines Buddha gewertet. Der 15. Karmapa wurde von vielen bekannten Schülern des tibetischen Buddhismus (Vajrayana) unterrichtet. Kongtrül Lodrö Thaye gab ihm die Unterweisungen seiner 100 Kompositionen, die die tiefgründigen Lehren aller tibetisch-buddhistischen Schulen umfassen und auch die tibetische Medizin, Kunst, Sprachwissenschaft, und generelle Studien zum Buddhismus beinhalten. Auch Jamyang Khyentse Wangpo und Khenchen Trashi Öser (1836–1910) waren Lehrer des 15. Karmapa.
Khakyab Dorje gab viele Belehrungen in weiten Teilen Tibets und bewahrte auch viele seltene Texte vor dem Untergang, indem er sie nachdrucken ließ. Der 15. Karmapa war kein Mönch. Er hatte eine Lebensgefährtin und zwei Söhne, von denen einer als Jamgon Kongtrül Pelden Khyentse Öser (1904–1953; der 2. Jamgon Kongtrül) und einer als Jamyang Rinpoche (1892–1946; der 12. Shamarpa) anerkannt wurde. Sein Leben war ein Beispiel für das Leben eines Bodhisattva, mit unerlöschlichem Durst zu lernen, um anderen fühlenden Wesen nützlich sein zu können. Seine wichtigsten Schüler waren der 11. Tai Situpa Pema Wangchug Gyelpo (1886–1953), sein Sohn Jamgon Kongtrül Pelden Khyentse Öser und Beru Khyentse Rinpoche. Einige Jahre bevor er starb verfasste er einen Brief mit Vorhersagen für seine nächste Geburt, den er seinem Diener Jampel Tshülthrim überließ.